# X-Cocmil
X-Cocmil är en ort i Mexiko.   Den ligger i kommunen Chikindzonot och delstaten Yucatán, i den östra delen av landet, 1 100 km öster om huvudstaden Mexico City. X-Cocmil ligger 34 meter över havet och antalet invånare är 132.
Terrängen runt X-Cocmil är mycket platt. Runt X-Cocmil är det glesbefolkat, med 9 invånare per kvadratkilometer. Närmaste större samhälle är Chikindzonot, 1,1 km söder om X-Cocmil. I omgivningarna runt X-Cocmil växer i huvudsak städsegrön lövskog.